# Insenatura di Bartlett
L'insenatura di Bartlett è un'insenatura quasi completamente ricoperta dal ghiaccio situata sulla costa di Saunders, all'interno della zona della regione nord-orientale della Dipendenza di Ross condivisa da quest'ultima con la Terra di Marie Byrd, in Antartide. L'insenatura, lunga circa 30 km e larga 18, si trova in particolare a est del promontorio di capo Colbeck, sulla costa settentrionale della penisola di Edoardo VII, e al suo interno si getta il ghiacciaio Withrow, il quale alimenta in gran parte i ghiacci che la ricoprono.

## Storia
Scoperta nel gennaio 1902, durante la spedizione Discovery, comandata da Robert Falcon Scott e condotta dal 1901 al 1904, l'insenatura di Bartlett è stata in seguito mappata per la prima volta dai cartografi dello United States Geological Survey grazie a fotografie scattate dalla marina militare statunitense (USN) durante ricognizioni aeree effettuate nel periodo 1959-65, e così battezzata dal comitato consultivo dei nomi antartici in onore del tenente Eugene F. Bartlett, ufficiale in capo presso la stazione Byrd nel 1960.